# 켈리 비츠
켈리 비츠(Kelly Vitz, 1988년 6월 10일 ~ )는 미국의 배우이다.
할리우드에서 태어났다.

## 영화
- 레오니 (2010년) - 에일리스 길모어 역
- 낸시 드류 (2007년)
- 돌고래의 눈 (2006년)
- Simon Says (2006) - 애슐리 역
- 스카이 하이 (2005년) - 마겐타 역